# Język gocki

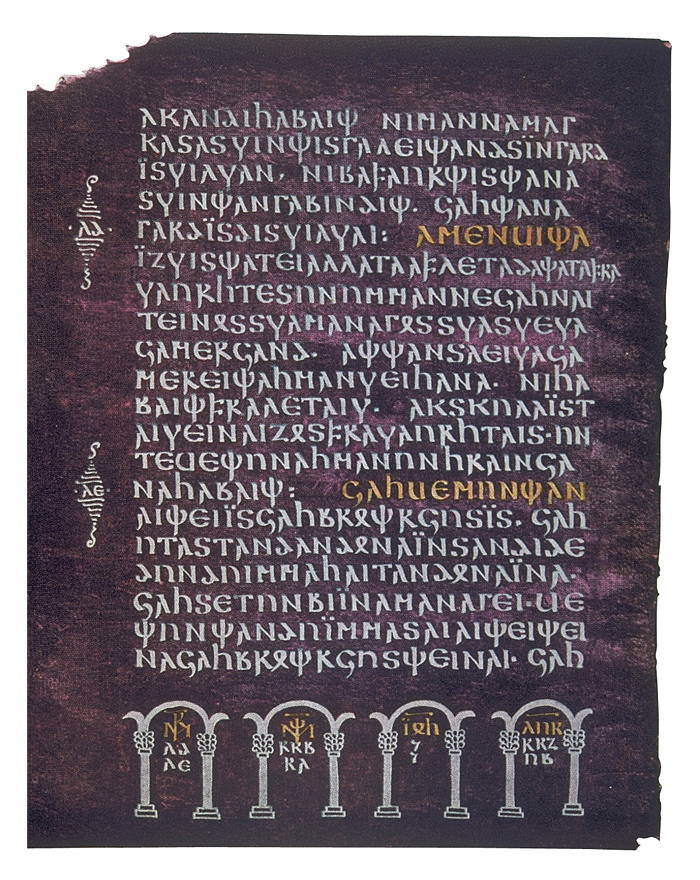
Karta ze Srebrnej Biblii

Język gocki – wymarły język wschodniogermański, który był używany przez germańskie plemię Gotów. Jest on znany głównie dzięki tłumaczeniu Biblii dokonanemu przez biskupa Wulfilę w IV wieku n.e.
Wyróżniane są dwa dialekty: wizygocki (używany na terenie dzisiejszej Hiszpanii do VII/VIII wieku) i ostrogocki (przetrwał na Krymie być może do XVII/XVIII wieku). Około 70 słów i szereg konstrukcji gramatycznych tego dialektu zapisał w XVI wieku Ogier Ghiselin de Busbecq, flamandzki dyplomata w służbie austriackiej. Wcześniejszych i późniejszych relacji o języku gockim na Krymie brak.

## Fonetyka

### Samogłoski
| Monoftongi | Dyftongi |

- Samogłoski /i/, /a/ oraz /u/ mogły być długie lub krótkie, lecz Goci zaznaczali różnice w długości jedynie w przypadku /i/, zapisując długie /i:/ jako <ei>, imitując greckie ει. We współczesnym zapisie często oznacza się długie samogłoski przy użyciu makronu, rzadziej cyrkumfleksu.
- Długie /e:/ i /o:/ były zapisywane jako <e>i <o>, np. wens [we:ns] „nadzieja”.
- Krótkie /ε/ i /ɔ/ zapisywano dwuznakami <ai>i <au>, np. taihun [tεhun] „dziesięć”. Współcześnie umieszcza się często znak akcentu nad drugą samogłoską dwuznaku (taíhun) dla odróżnienia od prawdziwych dyftongów /ai/ i /au/. Krótkie /ε/ i /ɔ/ są często allofonami /i, u/ przed /r, h, ʍ/. Także ai w sylabach reduplikowanych czasowników VII koniugacji najprawdopodobniej oddaje właśnie /ε/. Wreszcie, /ε/ i /ɔ/ występują w zapożyczeniach z greki, np. aípiskaúpus „biskup”.
- Pragermańskie dyftongi ai i au pozostały w gockim jako ai i au; są one zapisywane ze znakiem akcentu na pierwszej samogłosce dla odróżnienia z ai i au z pragermańskim *i/e, *u. Niektóre dowody każą podejrzewać, że wymawiane były wciąż jak dyftongi, ale wedle innych przeszły one w długie /ε:/ i /ɔ:/. W tekstach łacińskich imiona gockie z pragermańskim au są zapisywane przez au do IV stulecia n.e., zaś później przez o. Długie /ε:/ i /ɔ:/ były także allofonami /e:/ i /o:, u:/ przed następująca samogłoską, np. saian [sεːan] „siać”, bauan [bɔːan] „budować”.
- Samogłoska /y/ (brzmiąca jak niemieckie ü) występowała tylko w wyrazach zapożyczonych. Zapisywana była jako w: azwmus [azymus] „nienapoczęty chleb”. Reprezentuje greckie υ (y) lub οι (oi), które to oba wymawiane były ówcześnie jak /y/. W wyrazach gockich był prawdopodobnie wymawiany przez /i/.
- /iu/ jest dyftongiem opadającym, czyli wymawianym przez niezgłoskotwórcze u.

### Spółgłoski
|             | Wargowe  | Wargowe | Zębowe | Zębowe | Dziąsłowe | Dziąsłowe | Podniebienne | Podniebienne | Miękkopodniebienne | Miękkopodniebienne | Wargowo-miękkopodniebienne | Wargowo-miękkopodniebienne | Krtaniowe |
| ----------- | -------- | ------- | ------ | ------ | --------- | --------- | ------------ | ------------ | ------------------ | ------------------ | -------------------------- | -------------------------- | --------- |
| Zwarte      | p /p/    | b /b/   |        |        | t /t/     | d /d/     |              | ?ddj /ɟː/    | k /k/              | g /g/              | q /kʷ/                     | gw /gʷ/                    |           |
| Szczelinowe | f /ɸ, f/ | b [β]   | þ /θ/  | d [ð]  | s /s/     | z /z/     |              |              | g, h [x]           | g [ɣ]              | ƕ /ʍ/                      |                            | h /h/     |
| Półotwarte  |          |         |        |        |           |           |              | j /j/        |                    |                    |                            | w /w/                      |           |
| Nosowe      |          | m /m/   |        |        |           | n /n/     |              |              |                    | g, n /ŋ/           |                            |                            |           |
| Boczne      |          |         |        |        |           | l /l/     |              |              |                    |                    |                            |                            |           |
| Uderzeniowe |          |         |        |        |           | r /r/     |              |              |                    |                    |                            |                            |           |

## Biblia
Wulfila miał niezwykle trudne zadanie, ponieważ był prawdopodobnie pierwszym, który podjął się zapisu w języku germańskim. Znaki zapożyczył z alfabetu greckiego, gdyż nie mógł użyć run. Kolejnym problemem dla Wulfili były braki w terminologii związanej z Biblią, dlatego też słownictwo musiało zostać poszerzone poprzez zapożyczenia z łaciny i greki oraz słowotwórstwo, w tym złożenia. Budowę zdania oparł na składni greckiej.

## Gramatyka

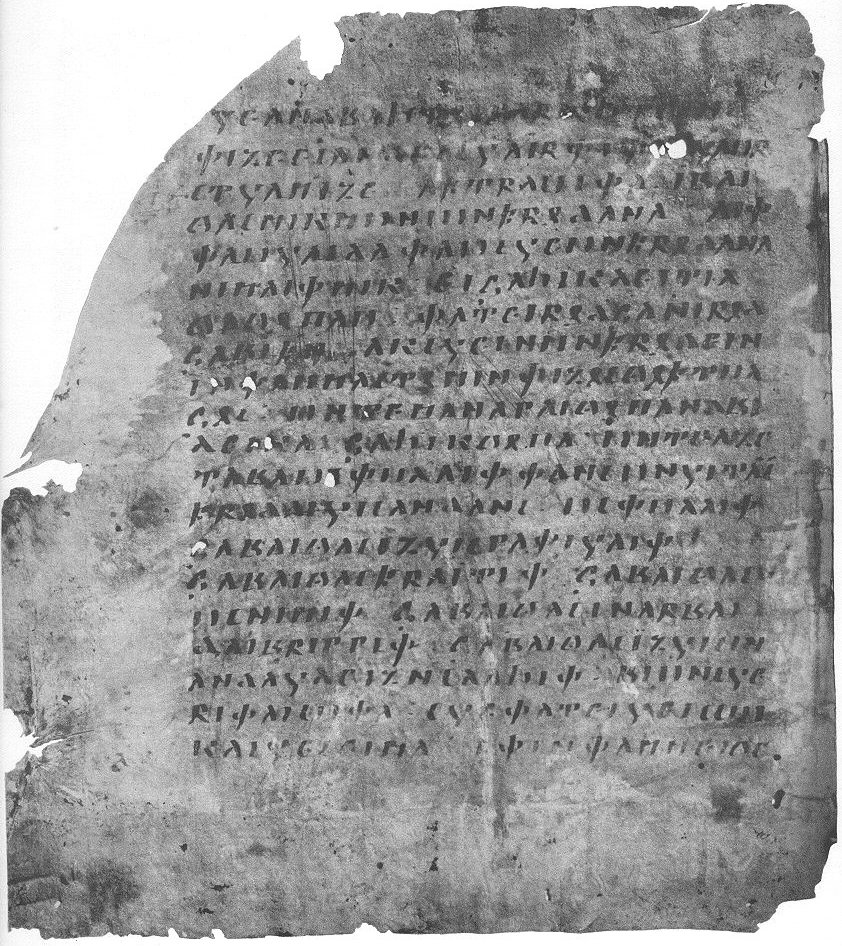
Codex Ambrosianus B

### Deklinacja
| Liczba     | Przypadek | Określony/an-stem | Określony/an-stem | Określony/an-stem | Określony/an-stem | Określony/an-stem | Nieokreślony/a-stem | Nieokreślony/a-stem | Nieokreślony/a-stem | Nieokreślony/a-stem | Nieokreślony/a-stem |
| Liczba     | Przypadek | Rzeczownik        | Przymiotnik       | Przymiotnik       | Przymiotnik       | Przymiotnik       | Rzeczownik          | Przymiotnik         | Przymiotnik         | Przymiotnik         | Przymiotnik         |
| Liczba     | Przypadek | Rzeczownik        | temat             | M.                | N.                | F.                | Rzeczownik          | temat               | M.                  | N.                  | F.                  |
| ---------- | --------- | ----------------- | ----------------- | ----------------- | ----------------- | ----------------- | ------------------- | ------------------- | ------------------- | ------------------- | ------------------- |
| Singularis | Nom.      | guma              | blind-            | -a                | -o                | -o                | dags                | blind-              | -s                  | -ø                  | -a                  |
| Singularis | Acc.      | guman             | blind-            | -an               | -o                | -on               | dag                 | blind-              | -ana                | -ø                  | -a                  |
| Singularis | Gen.      | gumins            | blind-            | -ins              | -ins              | -ons              | dagis               | blind-              | -is                 | -is                 | -áizos              |
| Singularis | Dat.      | gumin             | blind-            | -in               | -in               | -on               | daga                | blind-              | -amma               | -amma               | ái                  |
| Pluralis   | Nom.      | gumans            | blind-            | -ans              | -ona              | -ons              | dagos               | blind-              | -ái                 | -a                  | -os                 |
| Pluralis   | Acc.      | gumans            | blind-            | -ans              | -ona              | -ons              | dagans              | blind-              | -ans                | -a                  | -os                 |
| Pluralis   | Gen.      | gumane            | blind-            | -ane              | -ane              | -ono              | dage                | blind-              | -áize               | -áize               | -áizo               |
| Pluralis   | Dat.      | gumam             | blind-            | -am               | -am               | -om               | dagam               | blind-              | -áim                | -áim                | -áim                |

### Czasy gramatyczne w języku gockim
Końcówki czasownika różnią się w zależności od liczby i osoby. W języku gockim istnieją dwa czasy: przeszły i nieprzeszły, który odnosi się zarówno do teraźniejszości, jak i do przyszłości. Gocki czas przeszły praeteritum odpowiada niderlandzkiemu i niemieckiemu czasowi przeszłemu niedokonanemu, dokonanemu czasowi teraźniejszemu oraz dokonanemu czasowi przeszłemu.

### Początki analityczności: strona bierna
Początek analityczności w języku gockim możemy dostrzec w stronie biernej. Podobnie jak w łacinie, w gockim stronę bierną w czasie teraźniejszym (tak w trybie oznajmującym, jak i w koniunktiwie) tworzą odpowiednie końcówki, natomiast stronę bierną czasu przeszłego tworzy się już za pomocą czasowników posiłkowych wisan („być”) i wairþan („być, stawać się”) w kombinacji z participium.

## Gocki a inne języki germańskie
Należy zauważyć, że choć gocki jest najstarszym językiem germańskim, którego zabytki się zachowały, to żaden ze współczesnych języków germańskich nie pochodzi bezpośrednio od niego. Istniały także inne języki wschodniogermańskie, takie jak burgundzki, longobardzki, wandalski, lecz nie ostały się żadne dokumenty zapisane w tych językach. Współczesne istniejące języki germańskie dzieli się na dwie grupy: północne (skandynawskie) i zachodnie.

## Ojcze naszpo gocku
| Gocki                                            | Dosłowne tłumaczenie                             | Transliteracja                                      | IPA Transkrypcja                                          |
| ------------------------------------------------ | ------------------------------------------------ | --------------------------------------------------- | --------------------------------------------------------- |
| 𐌰𐍄𐍄𐌰 𐌿𐌽𐍃𐌰𐍂 𐌸𐌿 𐌹̈𐌽 𐌷𐌹𐌼𐌹𐌽𐌰𐌼,                        | 1. Ojcze nasz, który w niebie,                   | 1. Atta unsar þu in himinam                         | 1. ˈɑtːɑ ˈunsɑr θuː in ˈhiminɑm                           |
| 𐍅𐌴𐌹𐌷𐌽𐌰𐌹 𐌽𐌰𐌼𐍉 𐌸𐌴𐌹𐌽                                | 2. święć się imię Twoje.                         | 2. weihnai namo þein                                | 2. ˈwiːhnɛː ˈnɑmoː θiːn                                   |
| 𐌵𐌹𐌼𐌰𐌹 𐌸𐌹𐌿𐌳𐌹𐌽𐌰𐍃𐍃𐌿𐍃 𐌸𐌴𐌹𐌽𐍃                          | 3. przyjdź królestwo Twoje,                      | 3. qimai þiudinassus þeins                          | 3. ˈkʷimɛː ˈθiu̯ðinɑsːus θiːns                             |
| 𐍅𐌰𐌹𐍂𐌸𐌰𐌹 𐍅𐌹𐌻𐌾𐌰 𐌸𐌴𐌹𐌽𐍃                              | 4. niech się dzieje wola Twoja,                  | 4. wairþai wilja þeins                              | 4. ˈwɛrθɛː ˈwiljɑ θiːns                                   |
| 𐍃𐍅𐌴 𐌹̈𐌽 𐌷𐌹𐌼𐌹𐌽𐌰 𐌾𐌰𐌷 𐌰𐌽𐌰 𐌰𐌹𐍂𐌸𐌰𐌹                     | 5. jak w niebie, tak i na ziemi.                 | 5. swe in himina jah ana airþai.                    | 5. sweː in ˈhiminɑ jɑh ɑnɑ ˈɛrθɛː                         |
| 𐌷𐌻𐌰𐌹𐍆 𐌿𐌽𐍃𐌰𐍂𐌰𐌽𐌰 𐌸𐌰𐌽𐌰 𐍃𐌹𐌽𐍄𐌴𐌹𐌽𐌰𐌽 𐌲𐌹𐍆 𐌿𐌽𐍃 𐌷𐌹𐌼𐌼𐌰 𐌳𐌰𐌲𐌰 | 6. Chleba naszego, codziennego, daj nam dzisiaj, | 6. hlaif unsarana þana sinteinan gif uns himma daga | 6. hlɛːɸ ˈunsɑrɑnɑ ˈθɑnɑ ˈsinˌtiːnɑn ɡiɸ uns ˈhimːɑ ˈdɑɣɑ |
| 𐌾𐌰𐌷 𐌰𐍆𐌻𐌴𐍄 𐌿𐌽𐍃 𐌸𐌰𐍄𐌴𐌹 𐍃𐌺𐌿𐌻𐌰𐌽𐍃 𐍃𐌹𐌾𐌰𐌹𐌼𐌰              | 7. I odpuść nam, nasze winy,                     | 7. jah aflet uns þatei skulans sijaima              | 7. jɑh ɑɸˈleːt uns ˈθɑtiː ˈskulɑns ˈsijɛːmɑ               |
| 𐍃𐍅𐌰𐍃𐍅𐌴 𐌾𐌰𐌷 𐍅𐌴𐌹𐍃 𐌰𐍆𐌻𐌴𐍄𐌰𐌼 𐌸𐌰𐌹𐌼 𐍃𐌺𐌿𐌻𐌰𐌼 𐌿𐌽𐍃𐌰𐍂𐌰𐌹𐌼     | 8., jak i my odpuszczamy naszym winowajcom.      | 8. swaswe jah weis afletam þaim skulam unsaraim     | 8. ˈswɑsweː jɑh ˈwiːs ɑɸˈleːtɑm θɛːm ˈskulam ˈunsɑrɛːm    |
| 𐌾𐌰𐌷 𐌽𐌹 𐌱𐍂𐌹𐌲𐌲𐌰𐌹𐍃 𐌿𐌽𐍃 𐌹̈𐌽 𐍆𐍂𐌰𐌹𐍃𐍄𐌿𐌱𐌽𐌾𐌰𐌹              | 9. I nie wódź nas na pokuszenie,                 | 9. jah ni briggais uns in fraistubnjai              | 9. jɑh ni ˈbriŋɡɛːs uns in ˈɸrɛːstuβnijɛː                 |
| 𐌰𐌺 𐌻𐌰𐌿𐍃𐌴𐌹 𐌿𐌽𐍃 𐌰𐍆 𐌸𐌰𐌼𐌼𐌰 𐌿𐌱𐌹𐌻𐌹𐌽                    | 10., ale nas zbaw ode złego.                     | 10. ak lausei uns af þamma ubilin                   | 10. ɑk ˈlɔːsiː uns ɑɸ ˈθɑmːɑ ˈuβilin                      |
| 𐌿𐌽𐍄𐌴 𐌸𐌴𐌹𐌽𐌰 𐌹̈𐍃𐍄 𐌸𐌹𐌿𐌳𐌰𐌽𐌲𐌰𐍂𐌳𐌹 𐌾𐌰𐌷 𐌼𐌰𐌷𐍄𐍃             | 11. Bo Twoje jest królestwo i moc                | 11. unte þeina ist þiudangardi jah mahts            | 11. ˈunteː ˈθiːnɑ ist ˈθiu̯ðɑnˌɡɑrdi jɑh mɑhts             |
| 𐌾𐌰𐌷 𐍅𐌿𐌻𐌸𐌿𐍃 𐌹̈𐌽 𐌰𐌹𐍅𐌹𐌽𐍃                             | 12. i chwała na wieki.                           | 12. jah wulþus in aiwins.                           | 12. jɑh ˈwulθus in ˈɛːwins                                |